# Телезе Терме (Беневенто)
Телезе Терме (итал. Telese Terme) је насеље у Италији у округу Беневенто, региону Кампанија.
Према процени из 2011. у насељу је живело 59 становника. Насеље се налази на надморској висини од 65 м.

## Становништво
Према резултатима пописа становништва 2011. у општини је живело 6.964 становника.
| 1931. | 1936. | 1951. | 1961. | 1971. | 1981. | 1991. | 2001. | 2011. |
| ----- | ----- | ----- | ----- | ----- | ----- | ----- | ----- | ----- |
| 1.565 | 1.887 | 2.552 | 3.319 | 3.736 | 4.264 | 4.621 | 5.756 | 6.964 |